# Bindermesser
Das Bindermesser ist ein Werkzeug zum Bearbeiten von Reisig, zum Behauen und Spalten kleiner Holzstücke, auch zum Ein- und Ausschlagen der Spunde sowie zu einer Anzahl kleinerer Tischlerarbeiten.
Das Bindermesser ist einseitig zugeschärft. Mit der schwächeren Spitze, an der die Scheide fortgesetzt ist, erfasst man die Faßspunde, um sie auszuheben. Der breite Rücken dient zum Einschlagen der Spunde.
Siehe auch: Liste der Werkzeuge